# 노르웨이 헌법

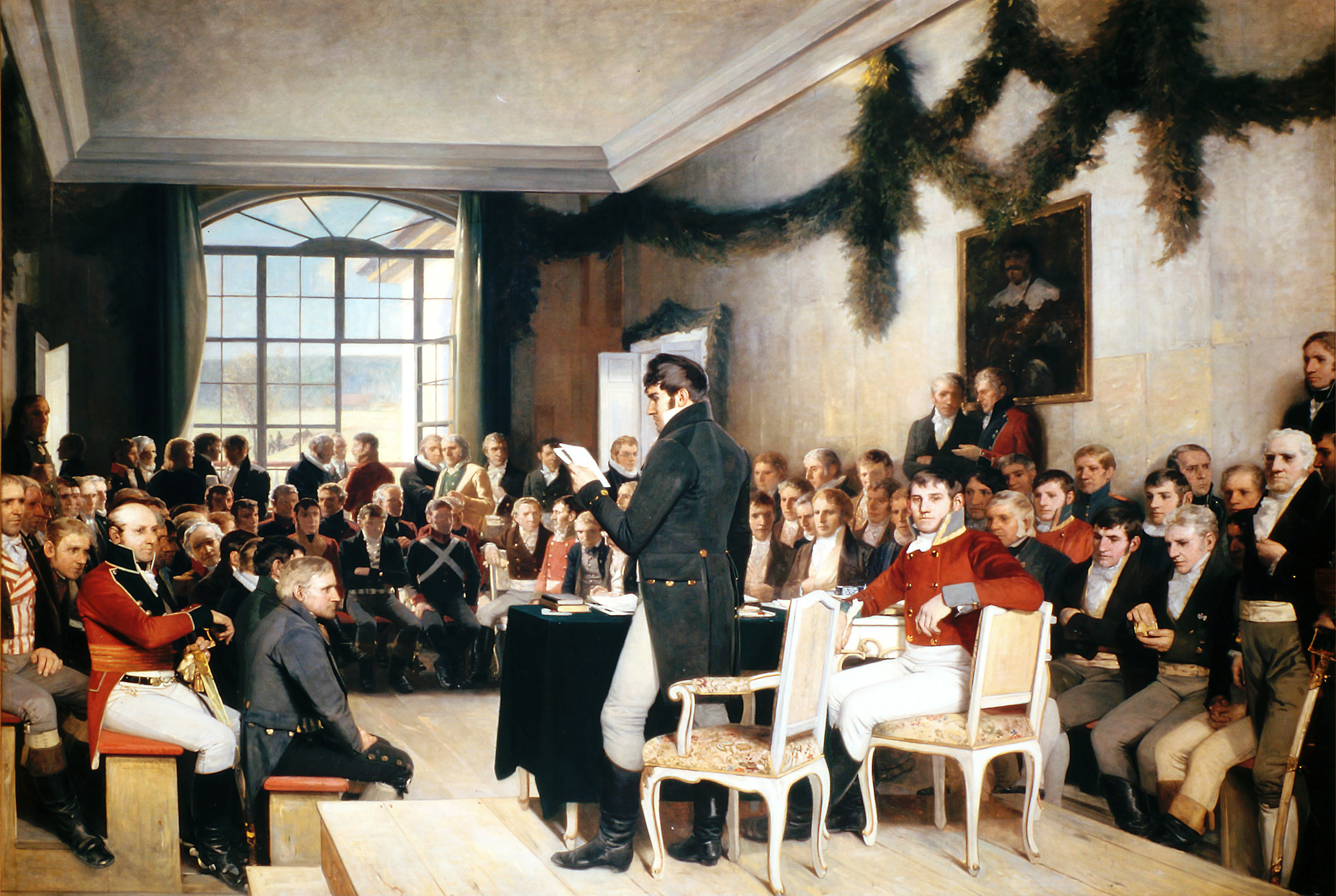

노르웨이 헌법은 에이드스볼에 있는 구성 의회에서 1814년 5월 16일 첫 번째로 채택되어 시작된 노르웨이의 헌법을 말한다.